# Cristian Flores
Cristian Flores Íñiguez (sinh ngày 30 tháng 6 năm 1988 ở Guadalajara, Jalisco) là một cầu thủ bóng đá người México, ở vị trí Thủ môn cho Chiapas.

## Danh hiệu

### Quốc tế
U-17 México
- Giải vô địch bóng đá U-17 thế giới 2005